# Cheminon
Pour l’article homonyme, voir Cheminon (rivière).
Cheminon est une commune française, située dans le département de la Marne en région Grand Est.

## Géographie

### Localisation
Cheminon se trouve au sud-est du département de la Marne, en région Grand Est, à la limite avec le département de la Meuse. La commune appartient à la région agricole du Perthois.
La commune de Cheminon s'étend sur une superficie de 2 760 hectares. Sur son territoire, l'altitude varie de 127 à 202 mètres. Le village de Cheminon est situé dans la vallée de la Bruxenelle, entre le bois de Maurput au sud-ouest et la forêt de Trois Fontaines à au nord et l'est.
Par la route, Cheminon se situe à 59 km de Châlons-en-Champagne, préfecture de la Marne, à 29 km de Vitry-le-François, sa sous-préfecture de rattachement, à 28 km de Bar-le-Duc, préfecture de la Meuse, à 14 km de Saint-Dizier, principale ville de la Haute-Marne, et à 6 km de Sermaize-les-Bains, bureau centralisateur du canton de Sermaize-les-Bains dont dépend Cheminon depuis 2015. La commune fait en outre partie du bassin de vie de Revigny-sur-Ornain, commune de la Meuse distante de 16 km par la route.
Cheminon est limitrophe de 6 communes :
| Pargny-sur-Saulx   | Sermaize-les-Bains       | Mogneville Meuse       |
| Maurupt-le-Montois | Cheminon                 | Beurey-sur-Saulx Meuse |
|                    | Trois-Fontaines-l'Abbaye |                        |

### Hydrographie
La commune est dans la région hydrographique « la Seine de sa source au confluent de l'Oise (exclu) » au sein du bassin Seine-Normandie. Elle est drainée par la Bruxenelle, le ruisseau de l'Étang Briquet, le ruisseau de l'Étang la Vieille, le Fossé 01 des Dures Fosses, le Fossé 01 du Bois du Pont Thierry, le Fossé 01 du Grand Plant, le Fossé 01 du Prieuré, le Fossé 02 des Epinottes, le Fossé 03 des Epinottes, le ruisseau de la Coucherite, le ruisseau des Etanchettes, divers bras de la Bruxenelle,.
La Bruxenelle, d'une longueur de 40 km, prend sa source dans la commune de Trois-Fontaines-l'Abbaye et se jette dans la Saulx à Vitry-en-Perthois, après avoir traversé douze communes.
Un plan d'eau complète le réseau hydrographique : Brusson-les-Forges (1,4 ha),.

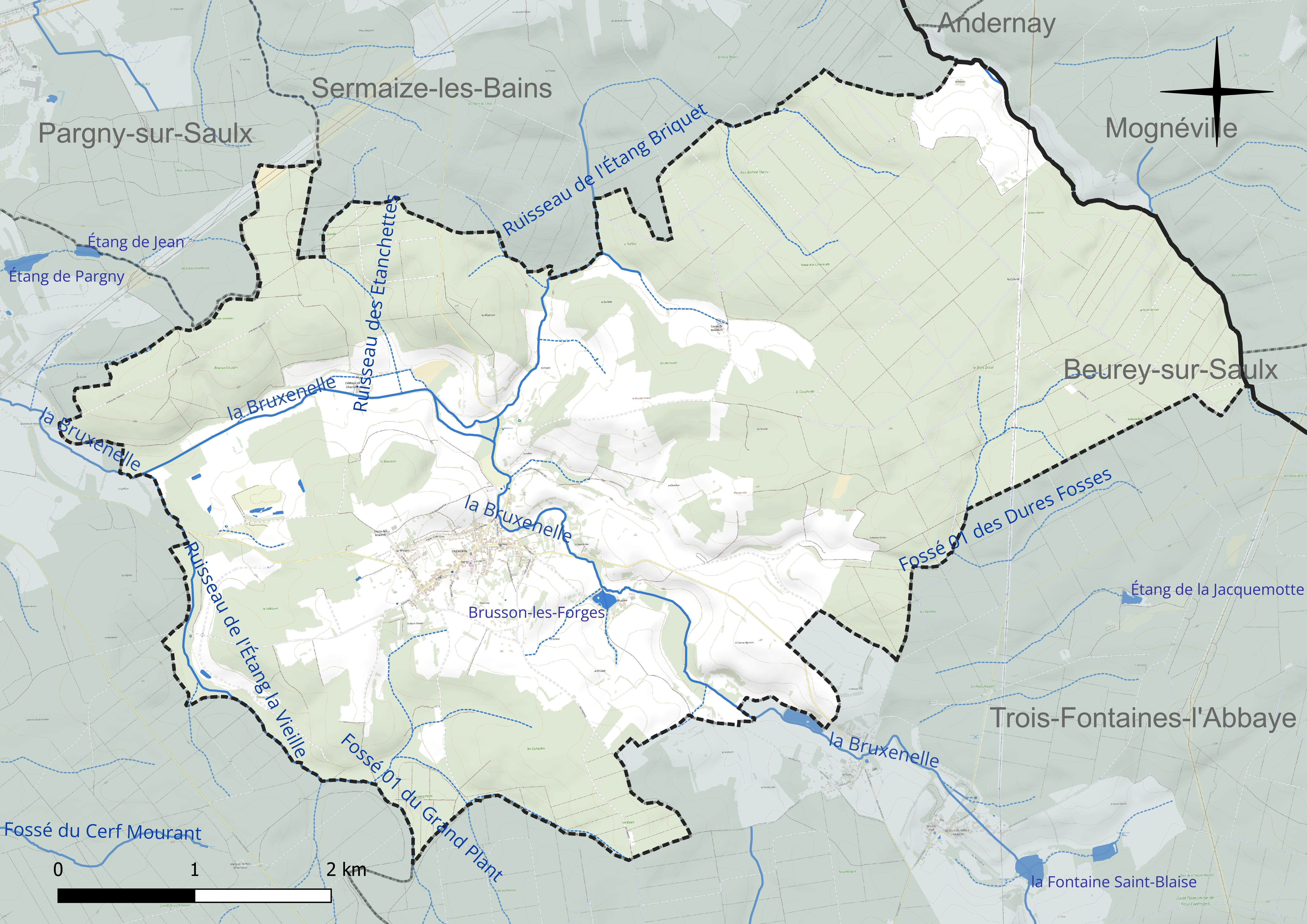
Réseau hydrographique de Cheminon.

### Climat
Pour des articles plus généraux, voir Climat du Grand Est et Climat de la Marne.
En 2010, le climat de la commune est de type climat des marges montargnardes, selon une étude du Centre national de la recherche scientifique s'appuyant sur une série de données couvrant la période 1971-2000. En 2020, Météo-France publie une typologie des climats de la France métropolitaine dans laquelle la commune est exposée à un climat océanique altéré et est dans la région climatique  Lorraine, plateau de Langres, Morvan, caractérisée par un hiver rude (1,5 °C), des vents modérés et des brouillards fréquents en automne et hiver. 
Pour la période 1971-2000, la température annuelle moyenne est de 10,4 °C, avec une amplitude thermique annuelle de 15,9 °C. Le cumul annuel moyen de précipitations est de 897 mm, avec 13,1 jours de précipitations en janvier et 9,1 jours en juillet. Pour la période 1991-2020, la température moyenne annuelle observée sur la station météorologique de Météo-France la plus proche, « Saint-Dizier », sur la commune de Saint-Dizier à 11 km à vol d'oiseau, est de 11,6 °C et le cumul annuel moyen de précipitations est de 794,5 mm. 
La température maximale relevée sur cette station est de 41,4 °C, atteinte le 25 juillet 2019 ; la température minimale est de −22,5 °C, atteinte le 14 février 1956,,. 
Les paramètres climatiques de la commune ont été estimés pour le milieu du siècle (2041-2070) selon différents scénarios d'émission de gaz à effet de serre à partir des nouvelles projections climatiques de référence DRIAS-2020. Ils sont consultables sur un site dédié publié par Météo-France en novembre 2022.

## Urbanisme

### Typologie
Au 1er janvier 2024, Cheminon est catégorisée commune rurale à habitat dispersé, selon la nouvelle grille communale de densité à sept niveaux définie par l'Insee en 2022.
Elle est située hors unité urbaine. Par ailleurs la commune fait partie de l'aire d'attraction de Saint-Dizier, dont elle est une commune de la couronne,. Cette aire, qui regroupe 72 communes, est catégorisée dans les aires de 50 000 à moins de 200 000 habitants,.

### Occupation des sols
L'occupation des sols de la commune, telle qu'elle ressort de la base de données européenne d’occupation biophysique des sols Corine Land Cover (CLC), est marquée par l'importance des forêts et milieux semi-naturels (65 % en 2018), une proportion sensiblement équivalente à celle de 1990 (65,4 %). La répartition détaillée en 2018 est la suivante : 
forêts (62,9 %), prairies (23,6 %), zones agricoles hétérogènes (7 %), terres arables (3 %), milieux à végétation arbustive et/ou herbacée (2,1 %), zones urbanisées (1,5 %). L'évolution de l’occupation des sols de la commune et de ses infrastructures peut être observée sur les différentes représentations cartographiques du territoire : la carte de Cassini (XVIIIe siècle), la carte d'état-major (1820-1866) et les cartes ou photos aériennes de l'IGN pour la période actuelle (1950 à aujourd'hui).

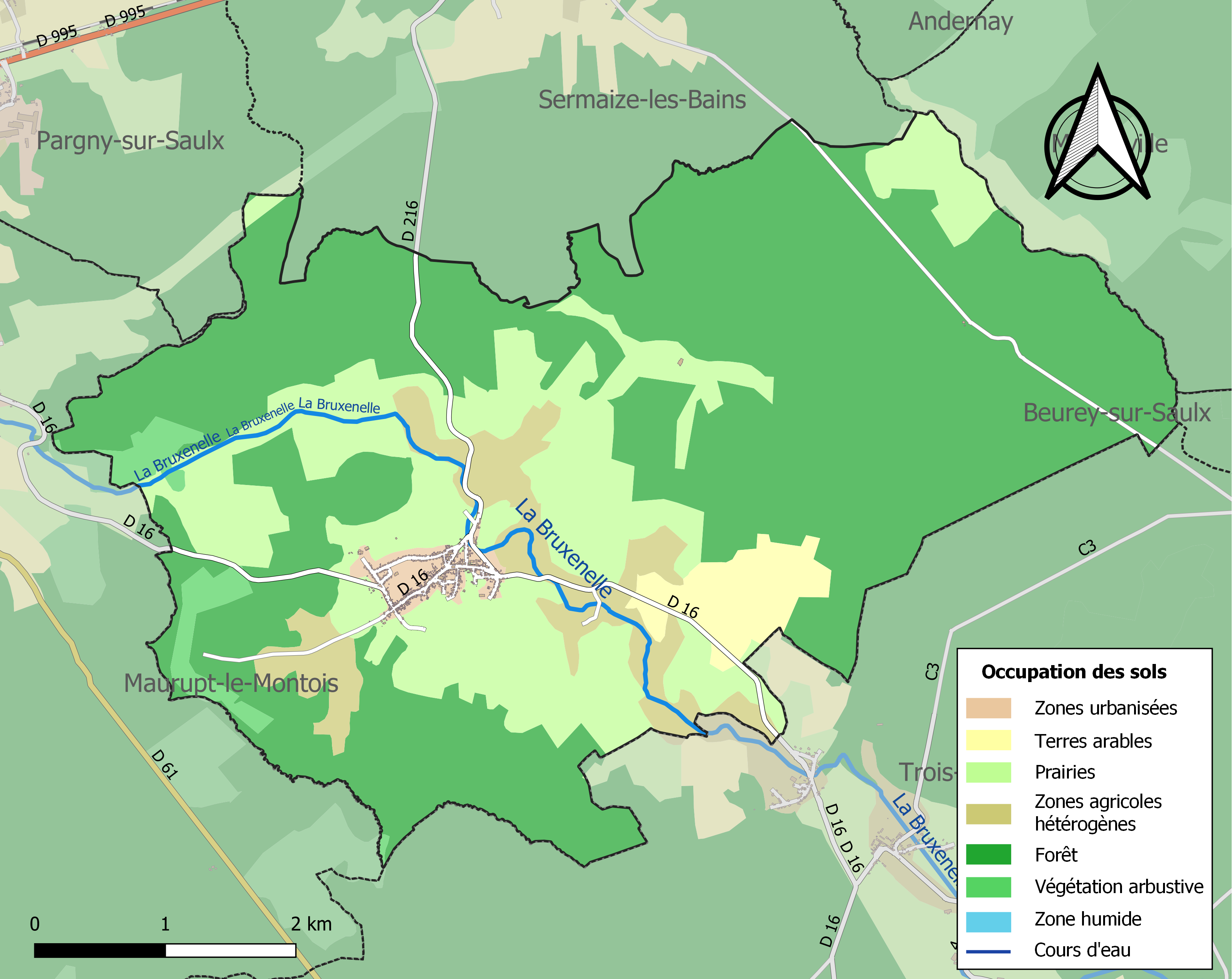
Carte des infrastructures et de l'occupation des sols de la commune en 2018 (CLC).

## Toponymie
Le nom de la localité est attesté sous les formes Chiminum (1116) ; Chimenon (1120) ; Chiminun (1153-1161) ; Cheminunvilla (1187) ; In villa de Chemen (1204) ; Chiminon (1240) ; Chyminio (1267) ; Chemynon villa (1270) ; Cheminon-la-Ville (1342) ; Cheminonnum (1405) ; Cheminio (1407) ; Chemynon-la-Ville (1542).

Cheminon provient de l'oïl chemin et du suffixe diminutif -on. Le nom Cheminon est du à une ancienne « petite voie de communication ». Du gaulois cammano, du bas latin caminus signifiant le chemin, et par extension « le domaine, le village situé à côté du chemin ».[réf. nécessaire]

## Histoire

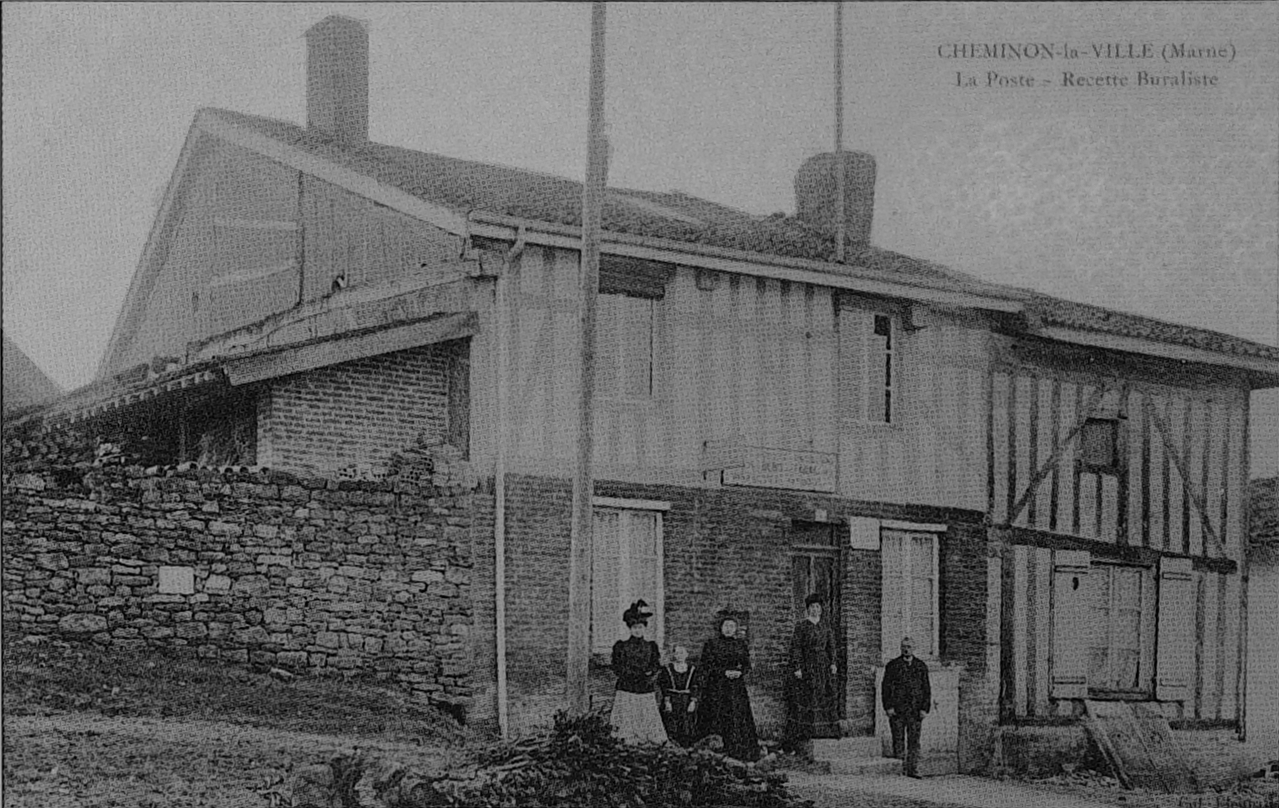
Le bureau de Poste au début du XXe siècle.

Si les Gaulois et leurs prédécesseurs ont établi des axes de communication à travers l'Europe, les Romains furent célèbres pour l'implantation systématique de réseaux routiers dont a hérité le Moyen Age. De nombreux noms dans les campagnes se rattachent aux voies, aux auberges, aux ponts, aux gués.
Cheminon fut une place forte romaine.

## Politique et administration
| Période                                  | Période    | Identité              | Étiquette | Qualité                                            |
| ---------------------------------------- | ---------- | --------------------- | --------- | -------------------------------------------------- |
| Les données manquantes sont à compléter. |            |                       |           |                                                    |
|                                          | 1878       | Valleret              |           |                                                    |
| 1879                                     |            | Thomas                |           |                                                    |
| 1998                                     | mars 2008  | Josette Poirier       |           |                                                    |
| mars 2008                                | avril 2014 | Michel Journet        |           | Président de la CC Saulx et Bruxenelle ( ? → 2014) |
| avril 2014                               | mai 2020   | Thierry Fargette      |           |                                                    |
| mai 2020                                 | En cours   | Marie-France Castello |           |                                                    |

## Équipements et services publics

### Eau et déchets
Par convention entre la communauté d'agglomération et le Syndicat mixte du Sud-Est Marnais (SYMSEM), les habitants de Maurupt-le-Montois ont accès aux déchèteries du SYMSEM (notamment à Pargny-sur-Saulx).

### Postes et télécommunications
La commune dispose d'une agence postale communale, installée rue Basse. Une boîte aux lettres de La Poste se trouve également sur le territoire de la commune, rue Benard.

### Justice, sécurité et secours
Du point de vue judiciaire, Cheminon relève du conseil de prud'hommes, du tribunal de commerce, du tribunal judiciaire, du tribunal paritaire des baux ruraux et du tribunal pour enfants de Châlons-en-Champagne, dans le ressort de la cour d'appel de Reims. Pour le contentieux administratif, la commune dépend du tribunal administratif de Châlons-en-Champagne et de la cour administrative d'appel de Nancy.
Cheminon est située en secteur Gendarmerie nationale et dépend de la brigade de Sermaize-les-Bains.
En matière d'incendie et de secours, la caserne la plus proche est celle de Sermaize-les-Bains, rattachée au Service départemental d'incendie et de secours (SDIS) de la Marne.

## Démographie
L'évolution du nombre d'habitants est connue à travers les recensements de la population effectués dans la commune depuis 1793. Pour les communes de moins de 10 000 habitants, une enquête de recensement portant sur toute la population est réalisée tous les cinq ans, les populations de référence des années intermédiaires étant quant à elles estimées par interpolation ou extrapolation. Pour la commune, le premier recensement exhaustif entrant dans le cadre du nouveau dispositif a été réalisé en 2004.

En 2022, la commune comptait 595 habitants, en évolution de −2,62 % par rapport à 2016 (Marne : −1,19 %, France hors Mayotte : +2,11 %).
| 1793  | 1800 | 1806  | 1821  | 1831  | 1836  | 1841  | 1846  | 1851  |
| ----- | ---- | ----- | ----- | ----- | ----- | ----- | ----- | ----- |
| 1 041 | 985  | 1 145 | 1 117 | 1 239 | 1 332 | 1 387 | 1 357 | 1 372 |

| 1856  | 1861  | 1866  | 1872  | 1876  | 1881  | 1886  | 1891  | 1896  |
| ----- | ----- | ----- | ----- | ----- | ----- | ----- | ----- | ----- |
| 1 169 | 1 235 | 1 264 | 1 256 | 1 280 | 1 209 | 1 176 | 1 070 | 1 016 |

| 1901  | 1906 | 1911 | 1921 | 1926 | 1931 | 1936 | 1946 | 1954 |
| ----- | ---- | ---- | ---- | ---- | ---- | ---- | ---- | ---- |
| 1 008 | 997  | 943  | 785  | 742  | 708  | 638  | 593  | 612  |

| 1962 | 1968 | 1975 | 1982 | 1990 | 1999 | 2004 | 2006 | 2009 |
| ---- | ---- | ---- | ---- | ---- | ---- | ---- | ---- | ---- |
| 685  | 705  | 619  | 736  | 707  | 640  | 626  | 623  | 633  |

| 2014 | 2019 | 2022 | - | - | - | - | - | - |
| ---- | ---- | ---- | - | - | - | - | - | - |
| 622  | 604  | 595  | - | - | - | - | - | - |

## Culture locale et patrimoine

### Lieux et monuments

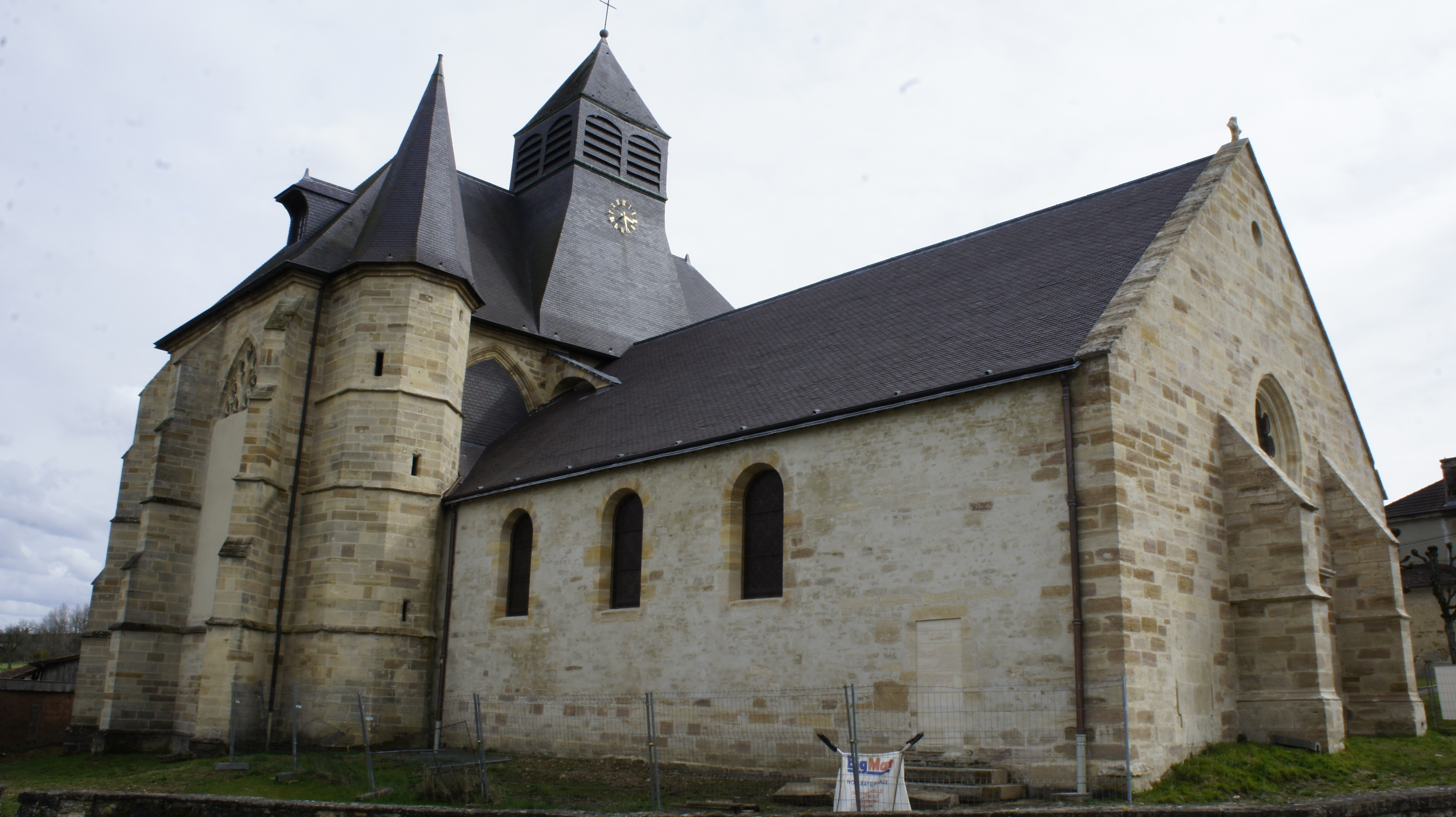
L'église Saint-Nicolas.

- Ancienne abbaye cistercienne de Cheminon
- Les Halles, marché couvert qui présente la particularité d'être traversé par la rue principale du village.
- L'église Saint-Nicolas, rénovée de 2001 à 2013[43], est un mélange de style gothique et de style Renaissance. C'est un très beau spécimen de l'architecture religieuse de la fin du XVIe siècle de l'école de Troyes. Lutrin en marbre provenant de l'abbaye de Trois-Fontaines ; poutre de gloire. Elle est classée monument historique de France par la liste de 1862. Elle possède un os de Goswin, moine reposant à l'abbaye de Boulancourt dans un reliquaire reconnu par Mgr Sourrieu le 6 décembre 1896.

### Site spéléologique
- ruisseau des Ponts

### Héraldique
| Armes de Cheminon | Les armes de la commune se blasonnent ainsi : de gueules à la croix d'or. |

### Personnalités liées à la commune

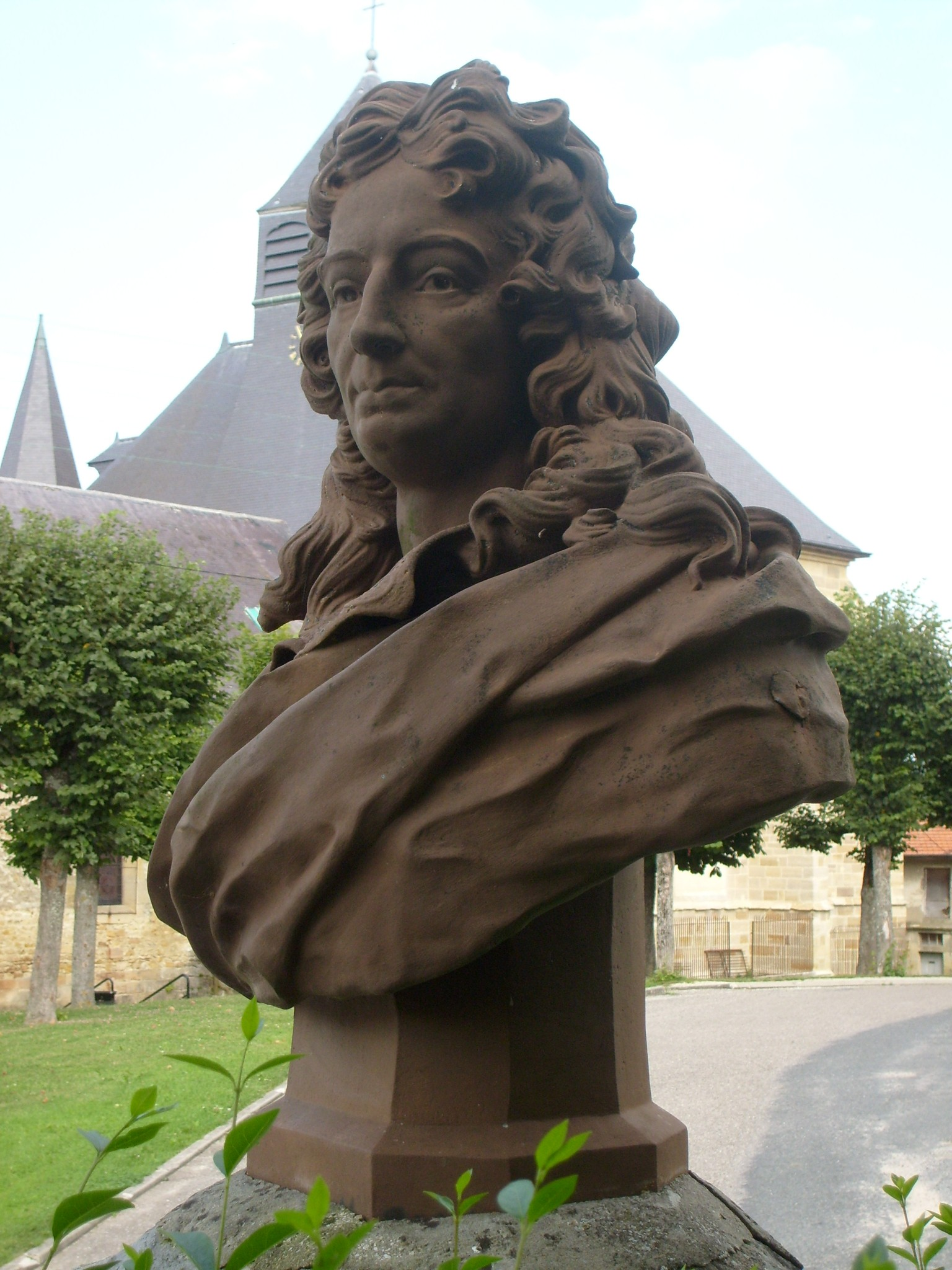
Buste de César-Pierre Richelet.

- Le grammairien César-Pierre Richelet qui naquit à Cheminon en 1626 et dont le souvenir est perpétué par un buste érigé sur la place de la mairie. César-Pierre Richelet devait devenir un des plus illustres écrivains du siècle de Louis XIV par ses ouvrages sur la langue française.